# Mélanie Lenoir
Mélanie Lenoir (Bourg-Saint-Maurice, 1º settembre 1978) è un'ex sciatrice alpina francese.

## Biografia
La Lenoir, originaria di La Plagne e attiva dal dicembre del 1994, esordì in Coppa Europa il 5 gennaio 1995 a Tignes in discesa libera (54ª) e in Coppa del Mondo il 27 dicembre 1998 a Semmering in slalom gigante, senza completare la prova. Nel massimo circuito internazionale ottenne il miglior piazzamento l'8 gennaio 2000 a Berchtesgaden nella medesima specialità (11ª) e prese per l'ultima volta il via il 28 ottobre 2000 a Sölden ancora in slalom gigante, senza completare la prova; si ritirò al termine di quella stessa stagione 2000-2001 e la sua ultima gara fu uno slalom gigante FIS disputato il 30 marzo a La Plagne. Non prese parte a rassegne olimpiche o iridate.

## Palmarès

### Coppa del Mondo
- Miglior piazzamento in classifica generale: 76ª nel 2000

### Coppa Europa
- Miglior piazzamento in classifica generale: 46ª nel 1999

### Campionati francesi
- 1 medaglia:
  - 1 argento (slalom gigante nel 1999)